# Soldier Hollow (Pferd)
Soldier Hollow (geboren 25. Februar 2000; eingegangen 6. Mai 2024) war ein englisches Vollblutpferd und war eines der beständigsten und härtesten Rennpferde der 2000er-Jahre in Deutschland.

## Abstammung
Der Hengst stammt von dem britischen Deckhengst In the Wings, der während seiner Rennzeit unter anderem den Grand Prix de Saint Cloud (Gruppe I), den Coronation Cup (Gruppe I) und den Breeders’ Cup Turf (Gruppe I) gewinnen konnte. In the Wings ist auch der Vater von hervorragenden Rennpferden wie Adlerflug, Singspiel Winged Love, Mamool und Central Park, und stammt vom Rekord - Vererber Sadler’s Wells. Soldier Hollows Mutter ist Island Race, Tochter des hochklassigen Meilers Common Grounds. Soldier Hollows vierte Mutter ist die große Renn- und Zuchtstute Lisadell (Forli). Deren rechte Schwester Special kann man auch in Soldier Hollows Vaterlinie finden, denn sie ist die zweite Mutter von Sadler’s Wells. Somit stammt Soldier Hollow aus derselben Mutterlinie.

## Rennkarriere
Die Rennlaufbahn des Hengstes begann 2002 im Alter von zwei Jahren auf der Galopprennbahn Baden-Baden im Preis des Landkreises Rastatt über 1500 m. Dieses gewann er am grünen Tisch, da er zwar nur als Zweiter über die Linie kam, der Sieger aber auf den zweiten Platz zurückgestuft wurde, weil er Soldier Hollow behindert hatte. Im selben Jahr gewann er noch den Junioren Preis, ein Listenrennen über 1600 m, und besiegte dabei den späteren Derbysieger Dai Jin. Im Preis des Winterfavoriten (Gruppe III) landete er auf einem vierten Platz.
Dreijährig konnte er krankheitsbedingt nur zweimal an den Start kommen. Beim ersten Start gewann er das Dr. Busch Memorial (Gruppe III) über 1700 m. Anschließend wurde er im Mehl-Mülhens-Rennen (Gruppe II) Vierter.
Bei seinen ersten drei Rennen im Jahr 2004 konnte Soldier Hollow nicht überzeugen. Nach einem zweiten Platz in La Coupe (Gruppe III) in Longchamp fand er zu großer Form zurück. Er schloss eine Siegesserie an, bestehend aus dem Lotto Hessen-Pokal (Gruppe III), dem Spreti-Rennen (Gruppe III), dem Merrill Lynch Euro-Cup (Gruppe II) und dem Premio Roma, was seinen ersten Gruppe I -Sieg bedeutete. Im Hong Kong Cup im Dezember war er chancenlos und wurde nur Elfter. Trotzdem wurde er nach diesem Jahr zum deutschen Galopper des Jahres gewählt.
Nach einem fünften Rang in Italien im Mai 2005 trat er im Hansa-Preis (Gruppe II) über 2200 m in Hamburg an – es war einer der wenigen Starts auf Distanzen oberhalb von 2000 m. Dieses Rennen konnte er zwar knapp gewinnen, allerdings wurde er auf Rang zwei zurückgestuft. Anschließend gewann er den Großen Dallmayr-Preis (Gruppe I) in München über 2000 m. Nach zwei zweiten Plätzen in bedeutenden deutschen Grupperennen konnte er seinen Vorjahressieg im Premio Roma (Gruppe I) wiederholen.
Das Jahr 2006 begann Soldier Hollow mit einem fünften Platz in einem Aufbaurennen. Danach folgten zwei zweite Plätze im Premio Presidente Della Repubblica (Gruppe I) und in der pferdewetten.de-Trophy (Gruppe II) über 1600 m. Bei seinem anschließenden Start in der Arlington Million (Gruppe I) wurde er Dritter hinter den beiden Cracks The Tin Man und Cacique und blieb noch vor hervorragenden Pferden wie Ace, Better Talk Now und Phoenix Reach. Es folgte ein Sieg im Prix Dollar (Gruppe II) und ein abschließender vierter Platz im Premio Roma.
Das Jahr 2007 wurde die letzte Rennsaison des Hengstes, aber auch siebenjährig hatte er nichts von seiner Klasse eingebüßt. Nach zwei guten Platzierungen in europäischen Grupperennen konnte er den großen Preis der Wirtschaft (Gruppe III) und erneut den Großen Dallmayr-Preis (Gruppe I) gewinnen. Seine Rennkarriere beendete er mit einem zweiten Platz im Darley-Oettingen-Rennen (Gruppe II).
Insgesamt bestritt Soldier Hollow 31 Rennen in sechs Rennjahren, gewann 12, davon waren allein 10 Rennen Grupperennen. Über viele Rennzeiten hinweg zeigte er hochklassige Leistungen – dreijährig bis siebenjährig konnte er jedes Jahr mindestens ein Gruppenrennen gewinnen. Unter seinen Siegen waren vier Siege in Gruppe I-Rennen.

## Deckhengstkarriere
Im Alter von acht Jahren begann Soldier Hollow seine Laufbahn als Deckhengst. Er wurde im Gestüt Röttgen aufgestellt, wo er anfangs zu einer Decktaxe von 6.500 € angeboten wurde. Mit seinen ersten, recht kleinen Jahrgängen war Soldier Hollow in Deutschland sehr erfolgreich, denn sein Sohn Pastorius, der mittlerweile selber Deckhengst ist, gewann das Deutsche Derby (Gruppe I) über 2400 m, den Großen Dallmayr-Preis (Gruppe I) und im folgenden Jahr als erstes deutsches Pferd den Prix Ganay (Gruppe I) über 2100 m. Zu den bisher besten Nachkommen von ihm zählen auch Ivanhowe (umbenannt zu Our Ivanhowe), Sieger unter anderem im Großen Preis von Baden (Gruppe I) 2014 und in Australien im Doomben Cup (Gruppe I). Auch aus seinem Jahrgang von 2013 gibt es einige Hoffnungsträger, so die beiden Hengste Dschingis Secret und Wai Key Star, die 2016 im Deutschen Derby die Ränge drei und vier belegten, und seine Tochter Serienholde, die am 7. August 2016 den Henkel-Preis der Diana (Gruppe I) gewann.
Sein Sohn Arctic Fire ist Gruppe I Sieger über Hürden.
2017 stand Soldier Hollow im Gestüt Auenquelle zu einer Decktaxe von 25.000 €.
Im Mai 2017 konnte sein Sohn Dschingis Secret, der Dritte des Derbys von 2016, den 82. Gerling-Preis (Gruppe II) mit einem Vorsprung von sechs Längen gewinnen. Dschingis Secret erhielt für diese Leistung ein GAG von 98,5 kg.
Soldier Hollow starb am 6. Mai 2024 nach Rückkehr aus einer Tierklinik auf dem Gestüt Auenquelle.